# Myllenyxis variegata
Myllenyxis variegata là một loài tò vò trong họ Ichneumonidae.